# نورمان غرايمز
نورمان غرايمز (بالإنجليزية: Norman Grimes)‏ هو منافس ألعاب قوى أمريكي، ولد في 6 يناير 1998 في أماريلو في الولايات المتحدة.

## وصلات خارجية
- نورمان غرايمز على موقع الاتحاد الدولي لألعاب القوى (الإنجليزية)
- نورمان غرايمز على موقع TFRRS.org (الإنجليزية)